# Comunidad indígena de Puerto Azul
Puerto Azul es una comunidad nativa de los pueblos Amahuaca, Harakbut, Matsigenka y Yine, ubicada en el distrito de Fitzcarrald, provincia del Manu, departamento de Madre de Dios (Perú). Esta comunidad cuenta con resolución de reconocimiento R.D. 036-2002-MA-DRA-MDD y resolución de titulación R.D. 107-2010-GRMDD-GRDE-DRA.

## Extensión, población y lengua
La comunidad cuenta con una extensión de 165.8 km cuadrados  y una población de 100 habitantes. Esta comunidad tiene como lengua principal el Arawak, aunque también se habla otras lenguas como Harakbut y Pano.

## Educación
Esta comunidad cuenta con una institución de educación intercultural bilingüe de nivel inicial y primaria.

## Problemática ambiental
Como la mayoría de las comunidades indígenas esta comunidad carece de agua potable y en la actualidad se ven amenazados por la posible construcción de un proyecto de gas que afectaría sus territorios.